# Can Mas (el Papiol)
Can Mas és una obra del Papiol (Baix Llobregat) inclosa a l'Inventari del Patrimoni Arquitectònic de Catalunya.

## Descripció
Edifici de planta rectangular, amb planta baixa, dos pisos i coberta de teula àrab a dues vessants. La composició es realitza de forma simètrica a partir dels buits de la façana. La porta d'accés està resolta en arc de mig punt, amb dovelles de pedra natural. Els buits balconers i la finestra de la planta baixa són ornamentats amb carreus de pedra de marès picada. El conjunt de la masia i les dependències annexes, està tancat per una paret amb porta d'accés de ferro decorat.
La casa dels masovers està enganxada a la façana esquerra.